# عبادة الدب

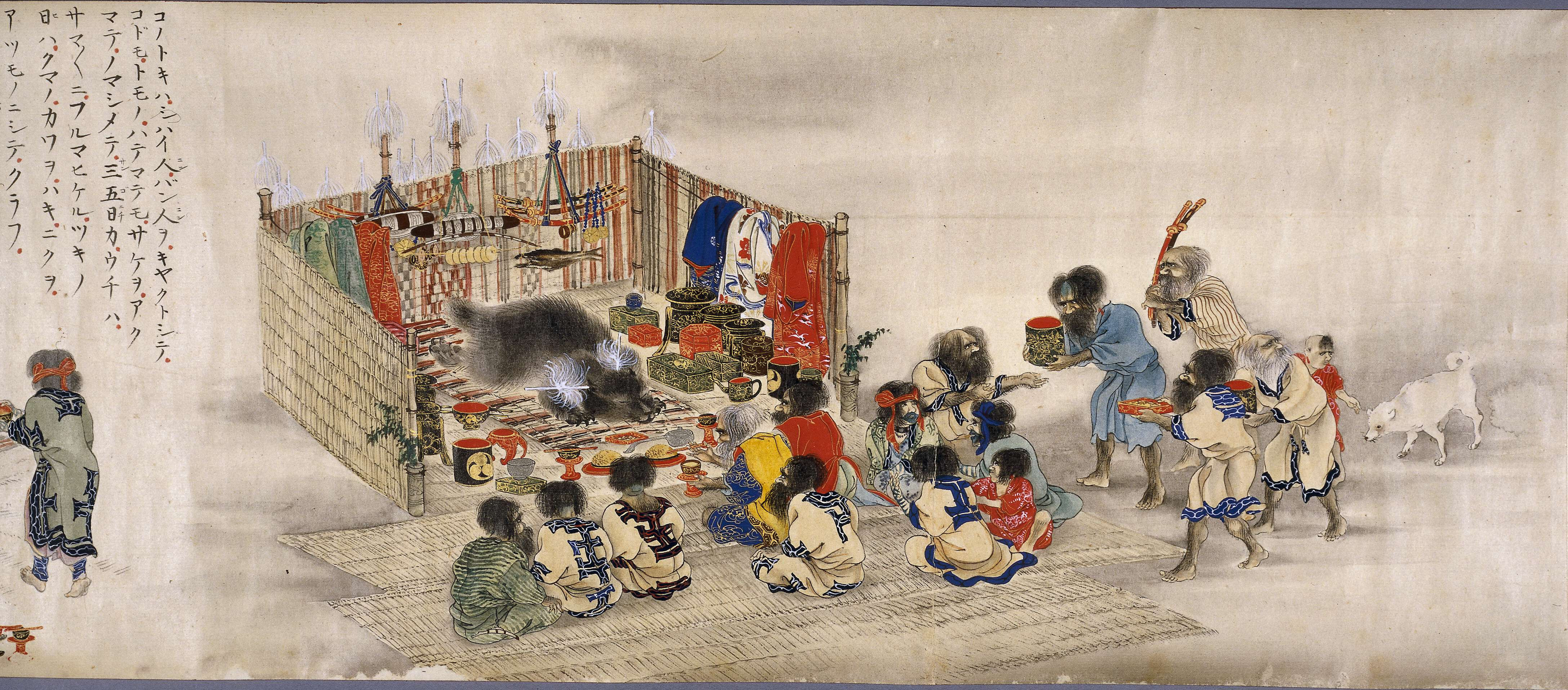
مراسم طقس "إيومانتيه" (イヨマンテ) عند شعب الآينو. لفيفة يابانية تعود إلى حوالي عام 1870.

عبادة الدب هي الممارسة الدينية لعبادة الدببة والتي وُجدت في العديد من المجموعات الإثنية التي أقامت في شمال أوراسيا مثل النفك وشعب سامي وشعب الآينو وعند الباسكيين والفنلنديين قبل المسيحية. توجد بعض الآلهة الخاصة بالغاليين الكلتيين والبريطانيين التي ارتبطت بالدببة، لوحظ أيضًا أن الداسيين والتراقيين والغيتيين عبدوا الدببة واحتفلوا بالمهرجان السنوي لرقصة الدب. أبرزت أيضًا العديد من الطوطمات الدببية عبر الثقافات الشمالية التي نحتت تلك الطوطمات.

## عبادة العصر الحجري القديم
تعتبر مسألة ممارسة عبادة قديمة للدببة من النياندرتال في شرق أوراسيا خلال العصر الحجري القديم الأوسط أحد موضوعات النقاش التي حفزتها نتائج البحث الأثرية. ربما يكون الإنسان البدائي عبد دب الكهف (سبيلايوس)، إذ يرى بعض علماء الآثار بأن عظام الدببة القديمة التي وُجدت في العديد من الكهوف المختلفة هي بمثابة دليل على وجود عبادة الدببة خلال العصر الحجري القديم. لم يكن وجود العظام فحسب هو ما أثار فضول علماء الآثار، بل كان تموضع ترتيب العظام غير الاعتيادي. خلال التنقيب، جزم علماء الآثار أن العظام وُجدت مرصوصة بطريقة لا يمكن أن تكون حدثت بشكل طبيعي. وجد إيميل باشرلر، أحد الداعمين الأساسيين لفرضية وجود عبادة قديمة للدببة، رفات دببة في سويسرا وفي كهف مورنوفا في سلوفينيا. بجانب اكتشاف باشلر، وجد أندري ليروا جورهان جماجم لدببة مرصوصة في دائرة مكتملة في سون ولوار في فرنسا. تشير اكتشافات التصاميم المشابهة لتلك التي وجدها أندري ليروا جورهان إلى أن بقايا الدببة وُضعت في هذا الترتيب عن عمد، وهو ما نُسب للإنسان البدائي ويفترض أن يكون جزءًا من أحد أشكال الطقوس الشعائرية.
فُسرت بعض هذه الآثار على أنها إشارة لوجود عبادة قديمة للدببة، أفضت بعض المناقشات والتحليلات إلى نتائج متناقضة. وفقًا لإينا وون، واستنادًا إلى المعلومات الموجودة لدى علماء الآثار بشأن الإنسان البدائي وعبادة الدببة، فإذا كان الإنسان البدائي قد عبد الدببة في الحقيقة، لا بد من وجود دليل على ذلك في المستوطنات والمخيمات. ولكن معظم رفات الدببة وُجدت في الكهوف وليس في مستوطنات الإنسان البدائي. تشير تلك المعلومات إلى عدم وجود عبادة قديمة للدببة كما حفزت أيضًا تطوير نظريات جديدة. يزعم الكثير من علماء الآثار ومن بينهم إينا وون، بأنه طالما أن معظم الدببة تعيش في الكهوف وتخفي صغارها فيها خلال أشهر السبات الشتوي، فمن الممكن أن تكون رفاتها قد وُجدت في الكهوف لأنها موطنها الطبيعي. عاشت الدببة داخل هذه الكهوف وماتت لأسباب مختلفة، كالمرض أو الجوع. ذهبت وون إلى القول بأن وجود تلك الرفات، سواء كانت بترتيب محدد أم لا، نتيجة لأسباب طبيعية مثل الرياح أو الترسب أو المياه. لذلك ترى وون بأن ترتيب رفات الدببة في الكهوف لم ينتج عن النشاط الإنساني، ولا يوجد دليل على وجود عبادة الدببة خلال العصر الحجري القديم الأوسط. استمر بعض علماء الآثار مثل إيميل بيشلر في استخدام حفرياتهم لدعم فرضية وجود عبادة قديمة للدببة.

## شعوب في روسيا

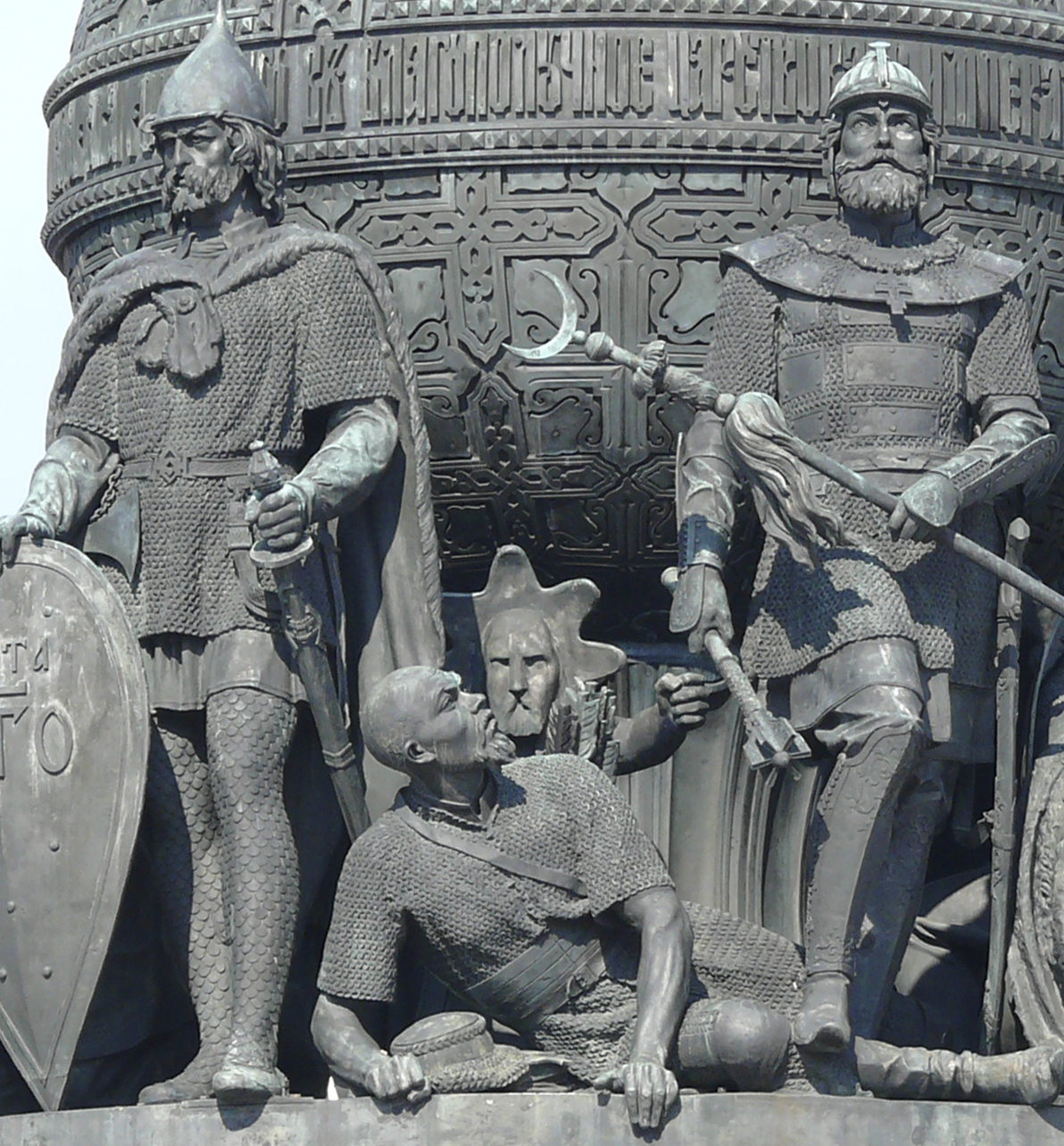
الإله فولوس عند السلاف في خلفية نصب الألفية الروسية بفيليكي نوفغورود

### الثقافة السلافية الشرقية
كانت الدببة أكثر الحيوانات التي عبدها السلاف القدماء. خلال الأزمنة الوثنية قبل المسيحية، ارتبطت بالإله فولوس، راعي الحيوانات الأليفة، يصف التراث السلافي الدب في صورة طوطم متجسد في صورة ذكر: الأب أو الزوج أو الخطيب. ظهرت الأساطير بخصوص الدببة التي تتحول وجوهها إلى ذئاب، اعتُقد أن البشر يمكن أن يتحولوا إلى دببة لسوء سلوكهم.

### مهرجان الدب عند النفك
مهرجان الدب مهرجان ديني يحتفل به النفك المحليون في أقصى شرق روسيا. يترأس كاهن النفك (شآم) مهرجان الدب، والذي يُحتفل به في الشتاء في الفترة بين شهري يناير وفبراير اعتمادًا على القبيلة. تُمسك النساء المحليات بالدببة وتُربيها في حظيرة، ويعاملن الدب كواحد من أبنائهم. يُعتبر الدب مظهرًا دنيويًا مقدسًا لدى أسلاف النفك وآله أيضًا. خلال المهرجان، يُلبّس الدب زيًا مراسميًا مصنوعًا خصيصًا له، وتقدم له وليمة لاستعادة ملكوت الآلهة لتنشر رحمتها على القبائل. يُقتل الدب بعد الوليمة، ويُؤكل في طقس ديني مطوّل. يُقيم الأقرباء المهرجان تقديرًا لوفاة أحد أقربائهم. تعود روح الدب إلى آلهة الجبل (هابي) ويُكافأ النفك بالغابات الفيّاضة. كان مهرجان الدب طقسًا بين القبائل، حيث تعيد القبائل الآخذة للزوجات روابطها مع القبيلة المانحة للزوجات بعد انقطاع الرابط بوفاة نسيبهم. مُنع مهرجان الدب إبان الحقبة السوفيتية، ومن وقتها لم يحظى المهرجان سوى بإحياء متواضع، كاحتفال ثقافي وغير ديني.

## عبادة شعب الآينو للدببة

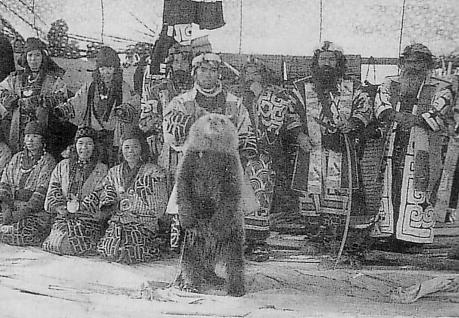
صورة تعود لحوالي عام 1930 لاحتفال شعب الآينو بطقس «إيومانتيه»

أطلق شعب الآينو الذين عاشوا على جزر معينة في أرخبيل اليابان على الدببة لفظ كاموي (カムィ) في لغتهم، وهو ما يعني إله. بينما اعتُبرت العديد من الحيوانات الأخرى آلهةً في ثقافة الآينو، اعتُبر الدب كبير الآلهة. بالنسبة للآينو، عندما يزور الآلهة عالم البشر، يرتدون المخالب والفرو ويظهرون في المظهر الجسدي لحيوان. أكل شعب الآينو الدببة طواعية ظنًا منهم أن اللحم والفرو هدية للمنزل الذي اختار الإله زيارته.
اعتقد الآينو أن الآلهة يظهرون على الأرض -عالم البشر- بشكل حيوانات. امتازت الآلهة بالقدرة على اتخاذ شكل البشر، ولكنها كانت تتخذ شكل البشر في وطنها فحسب، بلد الآلهة، والتي تقع خارج عالم البشر. لإعادة إله إلى وطنه مجددًا، يجب أن يضحّي الناس ويأكلون الحيوان لترتقي روح الإله بلطف. يُطلق على ذلك الطقس أومانتي ويتضمن عادة غزالًا أو دبًا كبيرًا.
يُمارس طقس «إيومانتيه» (イヨマンテ) عندما يضحّي الناس بدب كبير، ولكن عندما يمسكون بدب صغير يُمارس طقس آخر يسمى لومانتي في لغة الآينو، أو كوماماتسوري في اللغة اليابانية. تترجم كوماماتسوري بمهرجان الدب، بينما تعني لومانتي التوديع. يبدأ كوماماتسوري بإمساك أحد جراء الدب الصغيرة. كما لو كان طفلًا مُنح من الآلهة، يُطعم الجرو من صحن خشبي منحوت ويُعامل أفضل من أطفال الآينو ظنًا منهم بأنه إله.
إن كان الجرو صغيرًا جدًا ولا يملك الأسنان اللازمة للمضغ، ترضعه إحدى الأمهات المرضعات من ثديها. عندما يبلغ الجرو عامين أو ثلاثة، يُؤخذ إلى الهيكل ثم يُضَحى به. يحدث الكوماماتسوري في منتصف الشتاء عندما يكون لحم الدب أفضل ما يكون بسبب الشحوم المُكتسبة. يرمي القرويون الدب بالأسهم العادية والأسهم الشعائرية، ويقدمون العروض ويرقصون ويسكبون النبيذ على رفات الجرو. تُتلى عبارات توديع الدب الإله. يستمر هذا الاحتفال لمدة ثلاثة أيام وثلاث ليالٍ لإرجاع الدب الإله كما ينبغي.